# أنيتا ميلر (ناشرة)
أنيتا ميلر (بالإنجليزية: Anita Miller)‏ هي ناشرة أمريكية، ولدت في 31 أغسطس 1926 في شيكاغو في الولايات المتحدة، وتوفي بنفس المكان في 4 أغسطس 2018.